# 2020년 하계 올림픽 개최지 선정
2020년 하계 올림픽은 총 여섯 곳의 도시가 개최지 후보로 경쟁하였다. 이후 2013년 9월 7일 아르헨티나 부에노스아이레스에서 열린 제125차 IOC 총회에서 개최지로 도쿄가 선정되었다.

## 선정 과정
올림픽 개최도시의 선정 절차는 유치를 희망하는 도시의 신청서를 각 국가 올림픽 위원회 (NOC)에서 국제 올림픽 위원회 (IOC) 측에 전달해 접수하는 것으로 시작되며, IOC 일반 총회 기간중에 대회 개최 도시를 투표로 선정하는 것으로 마무리된다. 이러한 절차는 올림픽 헌장 제5장 34항부터 규정되어 있다.

### 최종 투표
2013년 9월 7일 아르헨티나 부에노스아이레스의 부에노스아이레스 힐튼 호텔에서 열린 제125차 IOC 총회에서 2020년 하계 올림픽의 개최도시 최종 투표가 진행됐다. 투표는 과반을 넘기는 도시가 나올 때까지 진행되었다. 1차 투표에서는 도쿄가 1위에 올랐으나 50%를 넘기지 못했고, 그와 동시에 이스탄불과 마드리드의 표가 동수가 되면서 재투표가 진행됐다. 재투표 결과 이스탄불의 우세로 2차 투표에서는 도쿄와 이스탄불이 경쟁하게 되었다.
2차 투표 결과 도쿄가 60표, 이스탄불이 36표를 얻으면서, 현지 시각 오후 5시 20분 자크 로게 IOC 위원장이 2020년 하계 올림픽의 개최도시로 도쿄를 선정하게 되었음을 공식 선언했다.
| 2020년 하계 올림픽 후보 도시 투표 | 2020년 하계 올림픽 후보 도시 투표 | 2020년 하계 올림픽 후보 도시 투표 | 2020년 하계 올림픽 후보 도시 투표 | 2020년 하계 올림픽 후보 도시 투표 | 2020년 하계 올림픽 후보 도시 투표 |
| --------------------------------- | --------------------------------- | --------------------------------- | --------------------------------- | --------------------------------- | --------------------------------- |
| 후보 도시                         | NOC                               | 1차 투표                          | 재투표                            | 2차 투표                          |                                   |
| 도쿄                              | 일본                              | 42                                | —                                 | 60                                |                                   |
| 이스탄불                          | 튀르키예                          | 26                                | 49                                | 36                                |                                   |
| 마드리드                          | 스페인                            | 26                                | 45                                | —                                 |                                   |

## 유치 도시
2020년 하계 올림픽 유치 후보도시는 다음과 같았다.

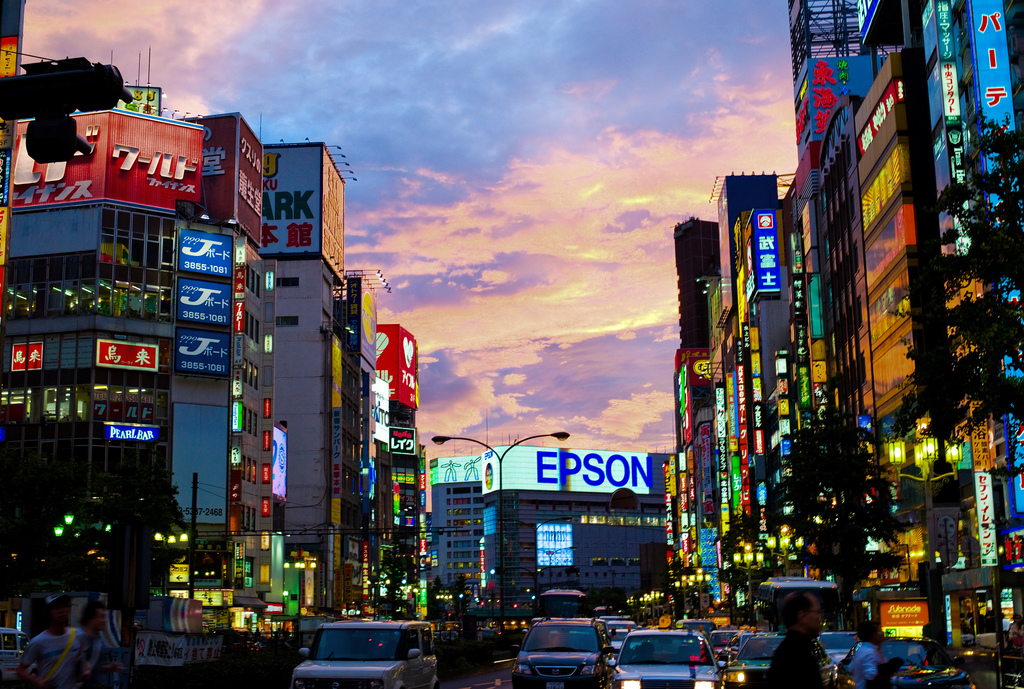
도쿄 신주쿠

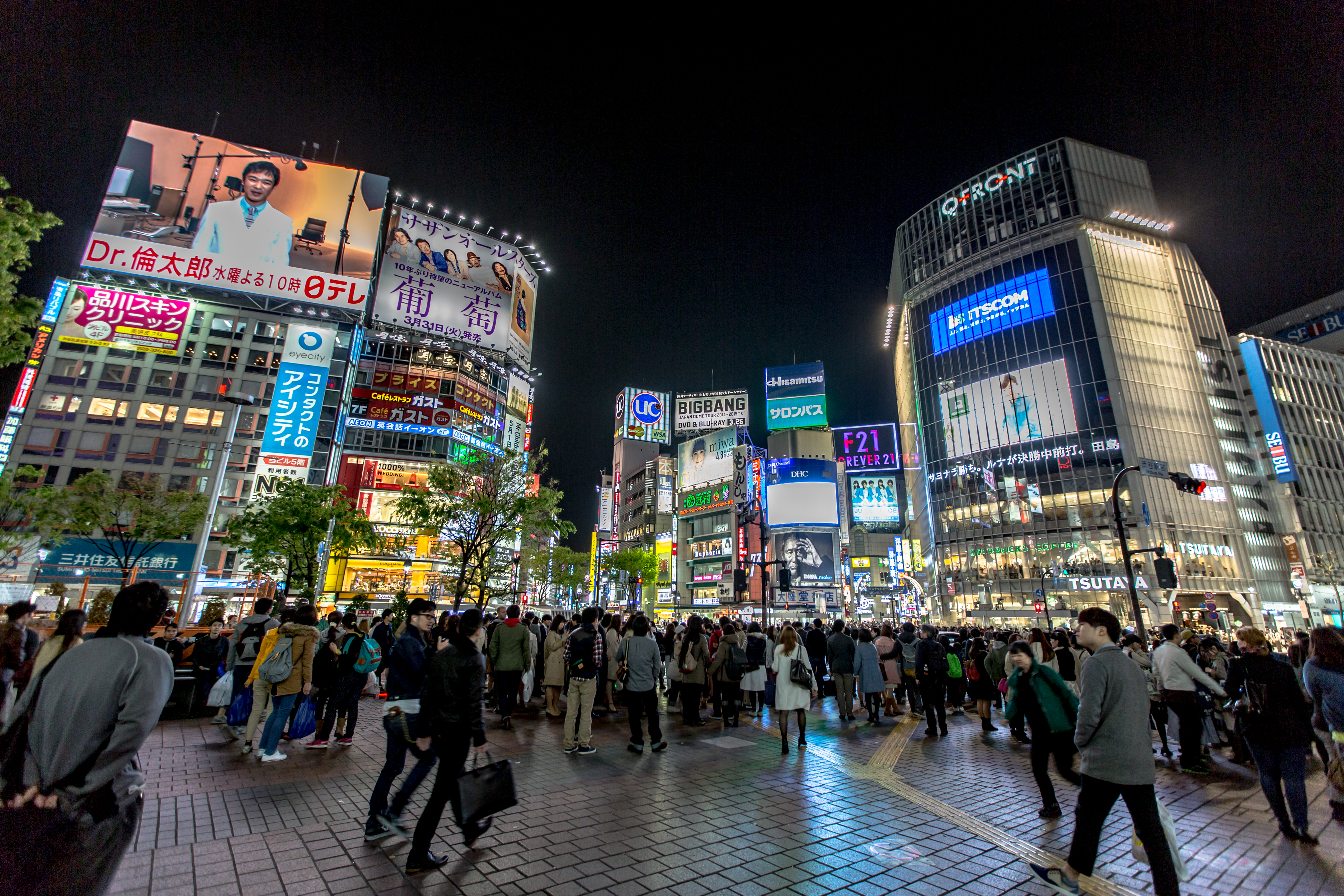
도쿄 시부야의 야경

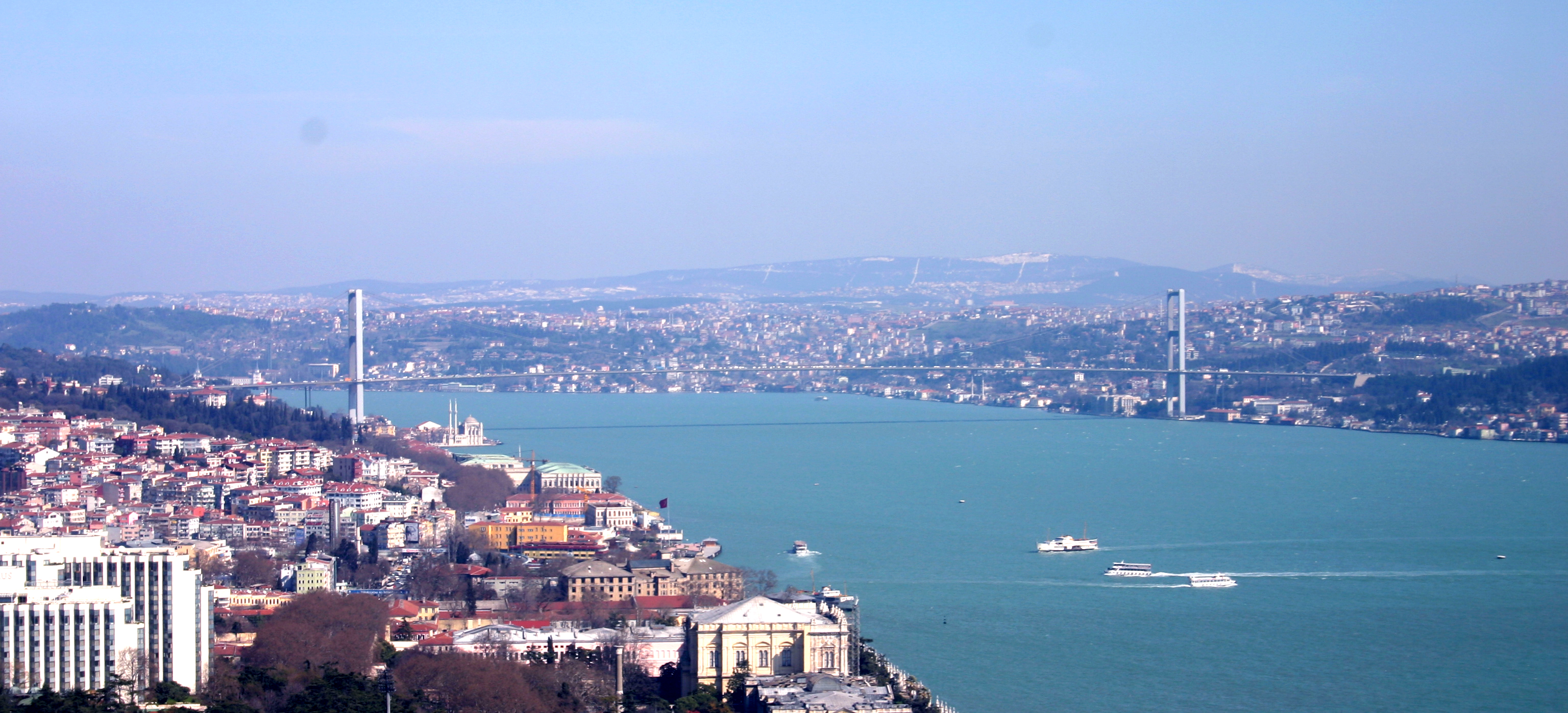
이스탄불 보스포루스 해협의 전망

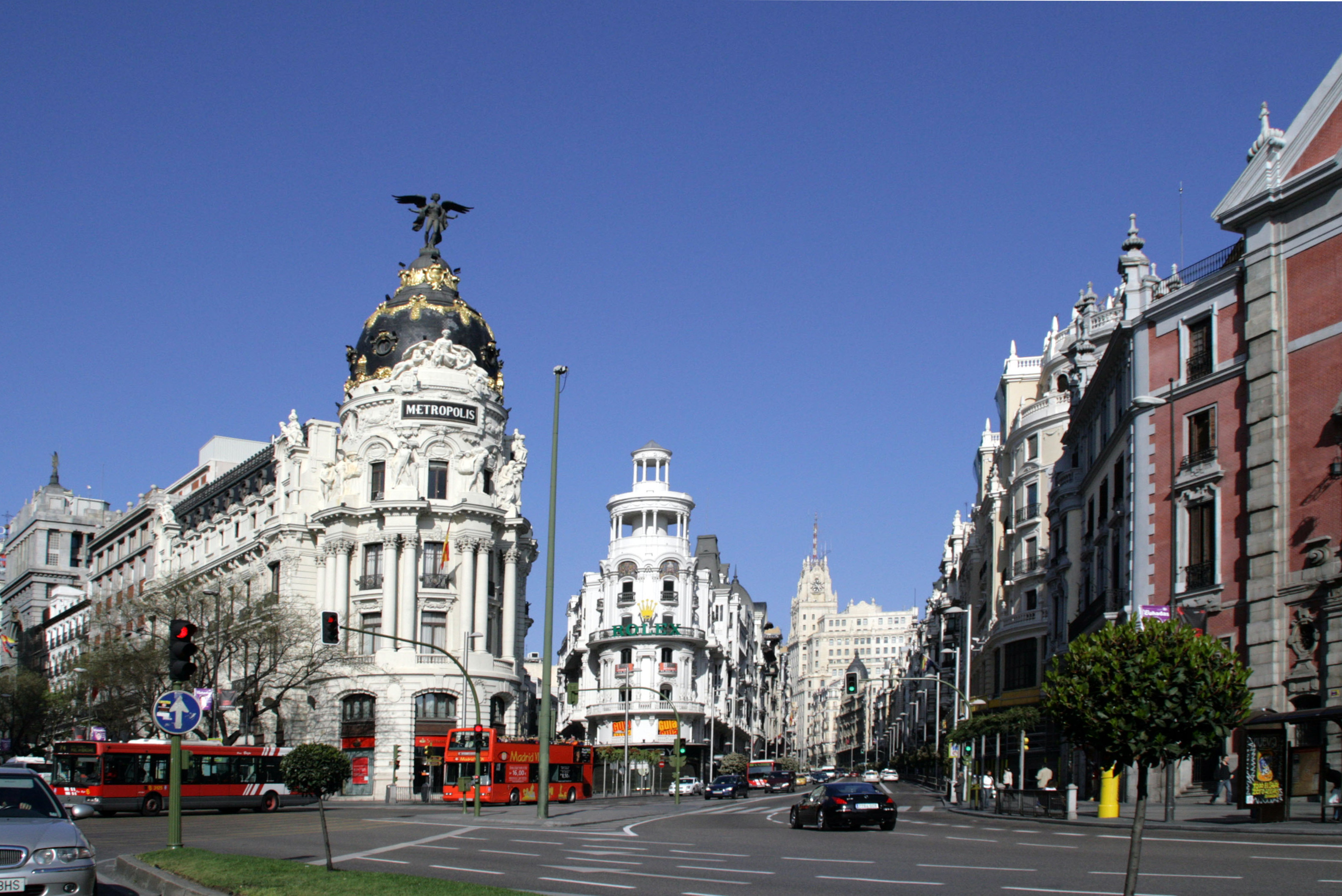
마드리드 알칼라 거리와 메트로폴리스 빌딩

### 후보 도시
| 2011년 7월 16일 일본 올림픽 위원회가 2020년 대회의 유치 후보도시로 도쿄를 선정했다. 히로시마도 대회 유치를 검토하였으나 예산부족과 더불어 시민들의 반응도 저조한 것으로 나타나면서 유치 운동을 철회했다. 도쿄는 1964년 하계 올림픽을 개최하였다. 개최국 일본은 1972년 동계 올림픽과 1998년 동계 올림픽을 삿포로와 나가노에서 개최한 바 있다. 이와 더불어 2002년 FIFA 월드컵을 대한민국과 공동 개최하였으며, 당시 결승전을 도쿄 인근의 요코하마에서 개최하였다. 이밖에도 도쿄는 2006년 FIBA 세계 선수권 대회, 2011년 체조 세계 선수권 대회를 유치하였으며, 훗날 2019년 럭비 월드컵도 도쿄 일대를 중심으로 유치하게 된다. |          |                                    |     |  |  |
| |          |                                    |     |  |  |
| 이스탄불 | 튀르키예 | 튀르키예 국가 올림픽 위원회 (TMOK) | 2위 |  |  |
| 2011년 7월 7일 제123회 IOC 총회에서 후보도시로 처음 지명되었으며, 2011년 8월 24일 튀르키예의 대표 유치 도시로 확정되었다. 이스탄불은 축구대회로는 2005년 UEFA 챔피언스 리그 결승전, 2009년 UEFA컵 결승전, 2013년 FIFA U-20 월드컵을 유치한 적이 있으며, 농구에서는 2011-12 유로리그 파이널 투어, 테니스에서는 2013년 WTA 투어 챔피언십, 그밖에 2012년 세계 수영 선수권대회, 2012년 IAAF 세계 실내 선수권 대회, 2014년 FIBA 세계 여성 선수권 대회를 유치한 바 있다. 훗날 2032년 하계 올림픽 유치전에 도전한다. |          |                                    |     |  |  |
| |          |                                    |     |  |  |
| 마드리드 | 스페인   | 스페인 올림픽 위원회 (COE)         | 3위 |  |  |
| 2011년 6월 1일 스페인 올림픽 위원회 집행위 심사 결과 마드리드가 스페인 측 후보도시로 최종 결정되었다. 마드리드의 이번 유치 도전은 사상 세번째였다. 스페인은 1992년 하계 올림픽을 바르셀로나에서 개최한 전력이 있다. 마드리드는 1982년 FIFA 월드컵 결승전이 치러진 도시로, 이밖에도 UEFA 챔피언스 리그 (1957, 1969, 1980, 2010년)와 UEFA 유로파 리그 (1985, 1986년), FIBA 유로배스킷 결승전, 1974년 유로하키 국가 선수권 대회, 유로피언 유도 선수권 대회, 2005년 UCI 로드 월드 챔피언십, 유로피언 가라테 챔피언십, 2005년 세계 태권도 선수권 대회, 2002년 IAAF 월드컵, 1986년 세계 수영 선수권 대회 등 다수의 국제경기를 치른 경력이 있다. 개최국 스페인은 1986년 FIBA 세계 선수권 대회와 2014년 FIBA 농구 월드컵을 유치하였으며 2014년 대회의 경우 결승전이 마드리드에서 열렸다. |          |                                    |     |  |  |
| |          |                                    |     |  |  |

### 최종후보에서 탈락한 도시
- 아제르바이잔 바쿠

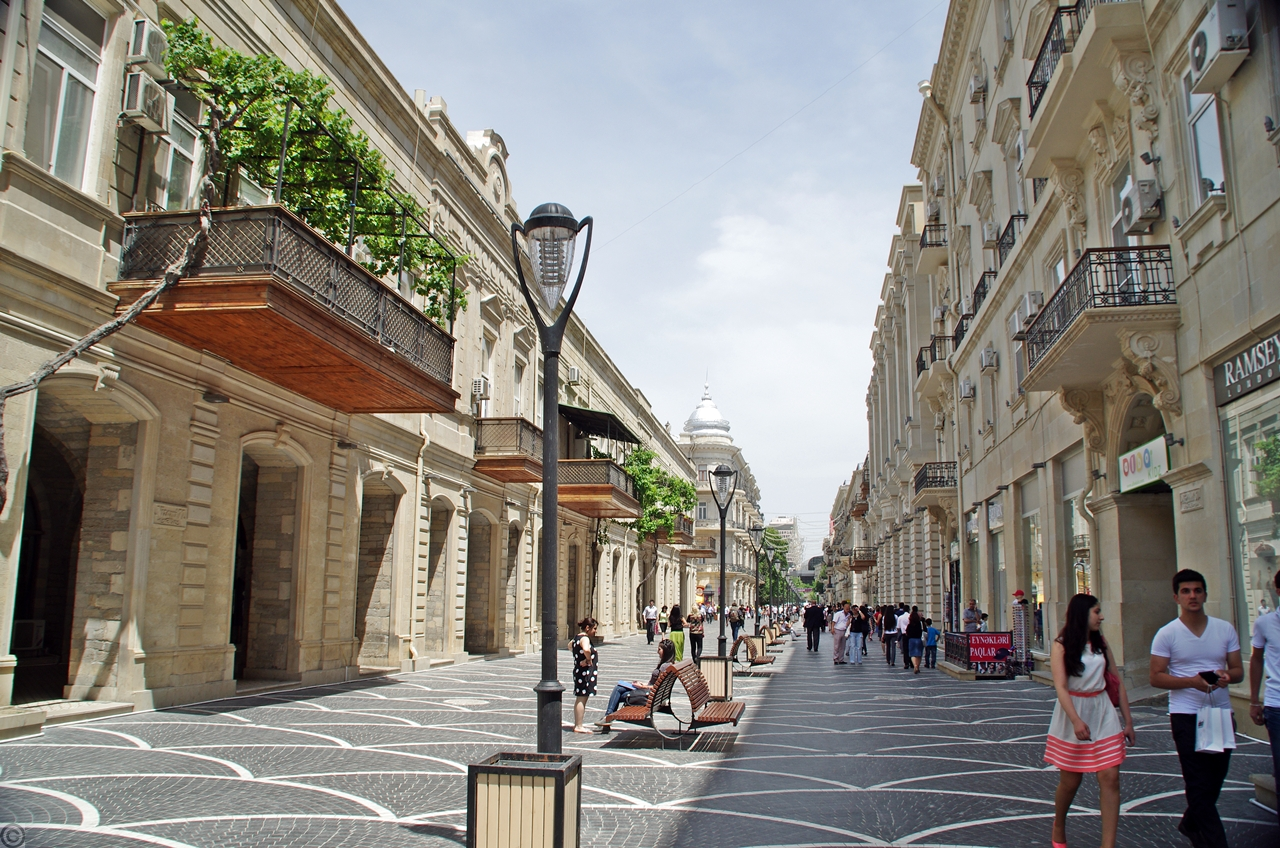
바쿠의 니자미 거리

2011년 9월 1일 마감기한일 당시 아제르바이잔의 바쿠도 2020년 하계 올림픽 유치 의향을 공식 선언했다. 이후 2012년 2월 1일 IOC 측에 유치 신청서를 전달하였으며, 같은 시기 아제르바이잔 국회도 올림픽 유치 지지를 결의했다.
바쿠는 도하와 마찬가지로 이미 2016년 하계 올림픽 유치에서 탈락한 바 있으며, 2024년 하계 올림픽 유치 경쟁에 참여해야된다는 주장이 있다. 바쿠는 2015년 유로피언 게임의 개최도시이기도 하다.
- 카타르 도하

2016년 하계 올림픽 유치에서 최종 후보에서 탈락한 적이 있었으며, 2011년 8월 26일 올림픽 유치를 공식 선언했다.
도하는 2006년 아시안 게임과 2011년 팬아랍 게임을 개최한 전력이 있다. 2010년에는 개최국 카타르가 2022년 FIFA 월드컵의 개최지로 선정되었다. 도하에는 국제경기를 치를 수 있는 다수의 종합경기장을 보유하고 있으며, 1988년 AFC 아시안컵과 2011년 AFC 아시안컵을 유치하기도 했다.

### 유치를 취소한 도시
- 이탈리아 로마

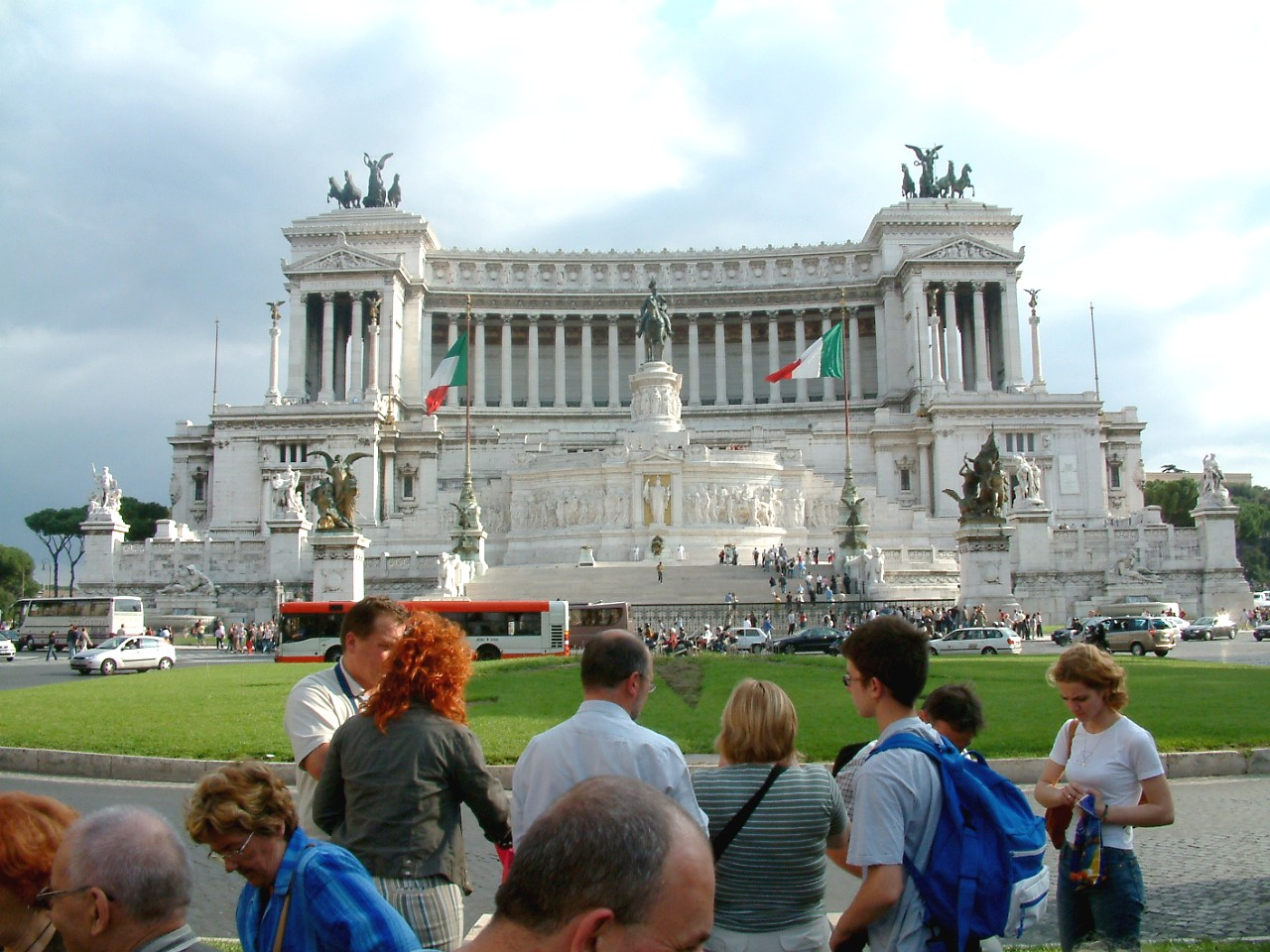
로마의 비토리오 에마누엘레 2세 기념관

2010년 5월 19일 이탈리아 국가 올림픽 위원회는 2020년 하계 올림픽 유치를 위해 물망에 오르던 로마와 베네치아 중에서 IOC의 요구 사항을 충분히 충족시킬 로마를 이탈리아의 후보로 선택했다.
로마는 1960년 하계 올림픽을 개최한 경력이 있으며 1908년 하계 올림픽도 유치한 적이 있었으나, 1906년 베수비오 화산 분화로 런던에 개최권을 넘겨준 적이 있었다. 유치 경력의 경우 2004년 하계 올림픽 유치전에 나섰으나 최종 투표에서 아테네에 밀려 탈락한 적이 있다. 이밖에 로마는 2009년 세계 수영 선수권 대회와 1990년 FIFA 월드컵 결승전을 유치한 바 있다. 유치국 이탈리아는 2006년 토리노 동계올림픽과 1956년 코르티나담페초 동계올림픽을 개최한 적이 있었으며, 훗날 2026년 동계 올림픽을 밀라노-코르티나담페초 공동개최로 다시 유치하게 된다.
로마의 올림픽 유치 준비는 신청까지 이르렀지만, 2012년 2월 14일 로마시 행정부가 이탈리아의 현 재정 상황과 유로존 부채 위기 등을 고려하면 책임있는 예산 집행이 어려울 것이라며 중도 포기를 선언했다.

### 유치에 관심을 보였으나 신청하지 않은 도시
다음은 올림픽 유치가 거론됐으나 신청에 나서지 않았거나, 공식적인 유치 희망조차 밝히지 않았던 도시들이다.
- 오스트레일리아 브리즈번 - 훗날 2032년 하계 올림픽 유치에 도전하여 우선협상 개최도시로 선정되었다.[20][21]
- 이집트 카이로[22]
- 독일 베를린[23]
- 헝가리 부다페스트[24]
- 인도 델리[25][26]
- 케냐 나이로비[27]
- 말레이시아 쿠알라룸푸르[28]
- 멕시코 과달라하라[29][30]
- 모로코 카사블랑카[31]
- 포르투갈 리스본[32][33][34]

다음은 올림픽 유치를 희망했으나 9월 1일 최종마감일 기한 이전에 유치를 포기한 도시들이다. 유치 철회를 표명한 순서대로 나열하였다.
- 체코 프라하 - 2008년 세계 금융위기 여파로 유치를 취소했다.[35]
- 루마니아 부쿠레슈티 - 부쿠레슈티 시 일반자문위의 심사 끝에 계획 달성이 어렵다고 보고 유치를 포기했다.[36]
- 대한민국 부산 - 2011년 제125차 IOC 총회에서 2018년 동계 올림픽의 평창군 유치가 확정되면서, 같은 국가에서 연달아 올림픽을 유치하기가 힘들다고 보고 유치를 포기했다. 대신 2028년 하계 올림픽 유치전에 나서기로 했다.[37]
- 프랑스 파리 - 2018년 동계 올림픽 유치에 나섰던 안시가 탈락하면서, 2020년 하계 올림픽 유치를 노리던 파리 시도 2024년 유치로 목표를 미뤘다. 결국 파리는 2024년 하계 올림픽 개최지로 선정되었으며, 이는 1924년 하계 올림픽 이래 100년 만에 돌아오는 올림픽이기도 하다.[38]
- 아랍에미리트 두바이 - 2020년 대회 유치를 고려했으나 2024년 하계 올림픽 대회 유치로 목표를 미뤘다.[39]
- 캐나다 토론토 - 2020년 하계 올림픽을 유치하자는 움직임이 오랫동안 제기되어 왔으며, 특히 2015년 팬아메리칸 게임의 성공적인 유치 이후 본격화되었다. 하지만 예산부족 문제로 인해 2011년 8월 11일 유치 포기를 공식적으로 밝혔다.[40]
- 남아프리카 공화국 더반 - 유치 가능성이 있는 도시로 거론되어 왔으나 2011년 8월 17일 남아프리카 공화국 정부가 2020년 올림픽 유치전에 나서지 않겠다고 공식적으로 밝혔다.[41]
- 러시아 상트페테르부르크 - 러시아 올림픽 위원회 간부들과 함께 유치 계획이 지속적으로 논의되었지만, 결국 2011년 8월 22일 유치전에 나서지 않기로 결론지었다. 대신 2024년 하계 올림픽이나 2028년 하계 올림픽 유치를 검토하기로 했다.[42]
- 미국 - 여러 도시가 유치에 관심을 보였으나 미국 올림픽 패럴림픽 위원회 측에서 IOC와의 지속적인 분쟁을 언급하며 적어도 2022년 동계 올림픽까지는 입후보하지 않겠다는 입장을 내세워 무산되었다.[43][44] 이에 대해 IOC 측은 미국 측이 2020년 대회 유치에 나설 수도 있다는 입장을 표했다.[45] 2011년 8월 29일 라스베가스가 USOC와의 협의 없이 IOC 측에 후보신청서를 제출한 사실이 밝혀졌고, IOC 측은 신청서를 반려 처리했다.[46]

### 후보접수 신청서
- Baku 보관됨 2016-09-21 - 웨이백 머신
- Doha 보관됨 2016-09-21 - 웨이백 머신
- Istanbul 보관됨 2016-09-21 - 웨이백 머신
- Madrid Vol. 1 보관됨 2016-09-21 - 웨이백 머신
- Madrid Vol. 2
- Rome 보관됨 2017-04-28 - 웨이백 머신
- Tokyo 보관됨 2016-03-15 - 웨이백 머신

### 후보 보고서
- Istanbul
- Madrid
- Tokyo